# Brunhilde Hendrix
Brunhilde Hendrix (* 2. August 1938 in Langenzenn; † 28. November 1995 in Sachsen bei Ansbach) war eine deutsche Leichtathletin.

## Leben
Sie gewann bei den Olympischen Spielen 1960 in Rom die Silbermedaille in der 4-mal-100-Meter-Staffel (44,8 s, zusammen mit Martha Langbein, Anni Biechl und Jutta Heine). Im 100-Meter-Lauf schied sie im Halbfinale aus. Sie startete bei diesen Spielen für die Bundesrepublik Deutschland in einer gemeinsamen deutschen Mannschaft.
Brunhilde Hendrix ist die Tochter zweier bekannter deutscher 100-Meter-Läufer und Olympiateilnehmer. Ihre Mutter, Marie Dollinger, war die einzige deutsche Frau, die vor dem Zweiten Weltkrieg an drei Olympischen Spielen teilnahm: 1928, 1932 und 1936. Ihr Vater, Friedrich Hendrix, gewann bei den Olympischen Spielen 1932 in Los Angeles die Silbermedaille im 4-mal-100-Meter-Staffellauf.
Brunhilde Hendrix erhielt am 9. Dezember 1960 das Silberne Lorbeerblatt.
Sie gehörte seit 1952 der Leichtathletikabteilung des 1. FC Nürnberg an. Sie wurde Stenotypistin und lebte in Langenzenn bei Nürnberg.

## Ergebnisse

### Olympische Spiele
- 1960: 4 × 100 m (Silber)

### Deutsche Meisterschaften
- 1957: 100 m (1.), 4 × 100 m (1.)
- 1960: 100 m (2.), 200 m (1.)